# Küttel Dezső
Küttel Dezső (Kőszeg, 1917. október 26. – Szombathely, 1991. szeptember 8.) szakgyógyszerész, gyógyszerészdoktor, kandidátus, Vas Megyei Gyógyszertárak Nemzeti Vállalat szakfelügyelője, megyei főgyógyszerész, vezető szakfelügyelő. Gyógyszertechnológiai, gyógyszeranalitikai és ellátásszervezési munkássága alapján az 1940 és 1990 évek közötti magyar gyógyszerészet egyik kiemelkedő alakja.

## Életútja
A Küttel család gyökerei Pforzheimbe (Németország, Baden-Württemberg tartomány), a 16. századba nyúlnak vissza, és mint gyógyszerész-dinasztia nyolc generáción keresztül szolgálják az egészségügyet. A családfán 15 gyógyszerész szerepel.
Küttel Sámuel Vas megye és Kőszeg első patika-házában, 1716-ban nyitotta meg a Szerecseny gyógyszertárat. A Küttel gyógyszerész-dinasztia tagjai mindenkor odaadással és szakértelemmel végezték gyógyító tevékenységüket. „Családunk gyógyszerészei 1716-tól az államosításig, 1950-ig voltak a kőszegi Fekete Szerecseny (később Szerecseny) Patika tulajdonosai és egyben vezetői is. …valószínű, hogy a családunk a legrégebbi, folyamatosan a szakmájában tevékenykedő gyógyszerész-dinasztia Magyarországon.” – idézi fel a család múltját fia, Dr. Küttel Sándor.
A család hetedik gyógyszerész generációjának tagja Dr. Küttel Dezső volt. Iskolai éveit Kőszegen töltötte, majd az anyai nagyapjától örökölt körmendi Megváltó nevű gyógyszertárban gyakornokoskodott. A Pázmány Péter Tudományegyetemen 1939-ben kapott gyógyszerész diplomát. 1941-ben a gyógyszerészdoktori címet nyert. 1943-tól a patikák államosításig a körmendi Megváltó gyógyszertár tulajdonosa volt. 
Megszakításokkal katonai szolgálatot teljesített 1940-től 1945-ig. Ebből közel 13 hónapot az 1. hegyi dandár egészségügyi oszlopának gyógyszerészeként a szovjet fronton töltött (gyógyszerész számára ritkán adott Signum Laudis kitüntetést is kapott). Szovjet hadifogságban került 1945. április 1-jétől június 30-ig.  
Mint abban az időben sok más gyógyszerész karrierjét és polgári létét kettétörte az 1950. évi erőszakos államosítás, ami a patika és egyben lakásuk eltulajdonításával is járt. Megszakadt a Küttel család hivatásának hagyományos gyakorlása is, a város és környéke népességének egészségügyéért történő szolgálata.  
Dr. Küttel Dezső a családi gyógyszertár kényszerű elhagyása után a kor szokásához híven, csak egy másik körmendi gyógyszertárban folytathatta munkáját. Az új körülmények között, a megpróbáltatások ellenére is töretlen hittel folytatta munkáját és 1951-ben szakfelügyelői gyógyszerészi képesítést szerzett.  
Dr. Issekutz Líviát (szakgyógyszerész, egyetemi docens) vette feleségül 1942. május 30-án, akivel két gyermekük született: Péter (1943) és Mária (1944). 
A Vas megyei Gyógyszertári Központ vezető szakfelügyelője lett 1953-tól, ahol a hálózatfejlesztés feladatain túl a gyógyszertechnológia és a gyógyszeranalitika témaköreivel is foglalkozott. Ebben az évben vette el második feleségét, Thiringer Ágnes szakgyógyszerészt, akivel szintén két gyermekük született: Sándor (1954) és István (1960). 
A Magyar Gyógyszerészeti Társaságban évekig volt a Gyógyszertechnológiai Szakosztálynak és a Vas Megyei Szervezetnek az elnöke. Részt vett a Magyar Kémikusok Egyesülete Vas Megyei Csoportjának megalapításában és 15 évig töltötte be az elnöki tisztet. Tagja volt a Tudományos Ismeretterjesztő Társulat (TIT) Vas Megyei Szervezetének, a Vöröskeresztnek, ahol számos előadást is tartott.
A Semmelweis Orvostudományi Egyetem Gyógyszerésztudományi Karán éveken át tartott speciálkollégiumot; közel 20 éven keresztül vett részt az asszisztensképzésben és továbbképzésben is.
Gyógyszerészeti tudomány kandidátusa címet szerzett 1966-ban, majd 1967 és 1981 között a Vas Megyei Gyógyszertárak Nemzeti Vállalat szakfelügyelője, 1967. február 1-től vállalati főgyógyszerész lett. Címzetes egyetemi docensi címet kapott 1974-ben.
Nyugdíjas évei alatt szakértői feladatokat látott el, valamint főtanácsadó volt a Gyógyszertári Központok Beszerzői Irodájában.
Egy autóbaleset következtében hunyt el Szombathelyen, 74 évesen, 1991. szeptember 8-án. A család kőszegi sírboltjában helyezték örök nyugalomra. 
Ő volt a Küttel-dinasztia azon tagja, aki mind az elméleti tudományok, mind a gyakorlati gyógyszerészet területein kiemelkedőt alkotott. A hazai és a külföldi szakmai sajtóban mintegy hetven tudományos publikációja jelent meg és számos tudományos előadást tartott.
A családi hagyományokat megőrizve gyermekei közül gyógyszerész lett dr. Küttel Mária (szakgyógyszerész, cégvezető) és dr. Küttel Sándor (egyetemi doktor, szakgyógyszerész, a PHOENIX Pharma Gyógyszerkereskedelmi Zrt. elnök-vezérigazgatója, a Gyógyszer-nagykereskedők Szövetsége elnöke). Tíz unokájából senki nem lett gyógyszerész, de a 20 dédunokájából talán még lehet, hogy többen is ezt a szép hívatást választják.

## Közéleti pályafutása
- Magyar Kémikusok Egyesülete Vas Megyei Csoportjának egyik megalapítója
- A Magyar Gyógyszerészeti Társaság Gyógyszertechnológiai Szakosztályának elnöke 1970-1978-ig.
- A Magyar Gyógyszerészeti Társaság alelnöke 1978-1982 között
- A TIT Vas Megyei Szervezetének és a Vöröskeresztnek aktív tagja
- Kezdeményezőként és patronálóként a Kőszegi Patikamúzeum és Gyógyszerészettörténeti Könyvtár létrehozását

## Fontosabb díjai, elismerései
Signum Laudis (1944)
Egészségügy Kiváló Dolgozója (1954)
Kiváló Gyógyszerész (1957)
Kiváló Dolgozó (1961, 1966, 1975)
MKE Dunántúli Analitikai Díj (1971)
MGYT Than Károly érem (1972)
MKE Romwalter Alfréd plakett (1973)
A Nehézipar Kiváló Dolgozója (1976)
Vas Megyei MEIESZ Díj (1977)
Magyar Orvostörténelmi Társaság tiszteletbeli tagság (1978)
TIT Aranykoszorús jelvény (1978)
Kiváló Munkáért (1980)
MKE Than Károly emlékplakett (1981)
Munka Érdemrend ezüst fokozat (1981)
Kazay Endre Emlékérem (1984)
Schulek Elemér Emlékérem (1986)
Rozsnyay Mátyás érem (1988)
Hintz György Emlékérem (1990)

## Főbb publikációi
- Belladonnae folium és a belőle készült galenusi készítmények kvantitativ meghatározásáról, különös tekintettel a Tinctura belladonnára. Gyógyszerészdoktori értekezés. Budapest, 1941.

- A tweenek szolubilizáló képességének elméleti és gyakorlati kérdései a gyógyszer-technológiában. Kandidátusi értekezés. Budapest, 1965.

- A mikrobiológiai tartósítás jelentősége a magisztrális vénykészítésben. Gyógyszerészet, 41-45.1968.

- Rétegkromatográfia alkalmazása gyógyszerkeverékek vizsgálatánál. Acta pharmaceutica Hungarica. 42.1., p.7-17.1972

- A gyógyszergyártó középüzemek fejlesztésének jelentősége a gyógyszerellátásunkban. Gyógyszerészet, 331. 1978.